# Keith Building
El Keith Building es un rascacielos en el centro de Cleveland, la segunda ciudad más poblada del estado de Ohio (Estados Unidos). Mide 82,9 metros de altura y tiene 21 pisos. Alberga el Palace Theatre, un antiguo teatro insignia del circuito de vodevil de Keith. En 2017 fue renovado y desde entonces se utiliza como torre de oficinas.
En el momento de su construcción en 1922, el Keith superó al Rockefeller Building como el edificio más alto de Cleveland, y actualmente es el 25º más alto. También es el edificio relacionado con las artes escénicas más alto de Ohio. Desde 1922 hasta mediados de la década de 1950, tenía un letrero eléctrico de varios pisos en su techo, que se decía que era el letrero eléctrico más grande del mundo en el momento de su construcción.

## Historia
El propietario Edward Albee II lo nombró en memoria de B. F. Keith, su antiguo socio comercial y uno de los propietarios de circuitos de teatro de vodevil más importantes en la historia del teatro estadounidense. El Palace Theatre ubicado en el Keith Building es el segundo teatro más grande de Playhouse Square Center (en capacidad de asientos), que fue el buque insignia del circuito de vodevil de Keith. El Keith fue agregado al Registro Nacional de Lugares Históricos en 1978 como el consorcio Playhouse Square Group. Esto en parte estimuló a la ciudad de Cleveland a donar 3,15 millones de dólares en subvenciones de trabajo económico para encabezar el inicio de la renovación de Playhouse Square como se la conoce hoy.
En 1980, la firma Barber & Hoffman, una empresa de consultoría en ingeniería, comenzó a identificar varios problemas estructurales con el edificio de más de 55 años de antigüedad y para el 2000 había completado una restauración de 3 millones de dólares de la fachada y varios problemas cosméticos. A principios de 2015, el Grupo K & D celebró un acuerdo para comprar el Keith por lo que se informó era de 6,3 millones de dólares en febrero. Sin embargo, a diferencia de sus otras propiedades en el centro, K&D indicó que seguirá siendo un edificio de oficinas y no se convertirá en apartamentos en el futuro cercano. En marzo, se anunció que K&D de hecho compró el edificio, pero por solo 5,2 millones en lugar de 6,3 millones como se informó en febrero de 2015.